# Freycinetia separata
Freycinetia separata är en enhjärtbladig växtart som beskrevs av Huynh. Freycinetia separata ingår i släktet Freycinetia och familjen Pandanaceae.
Artens utbredningsområde är Nya Kaledonien. Inga underarter finns listade.